# Johann Peter Cremer

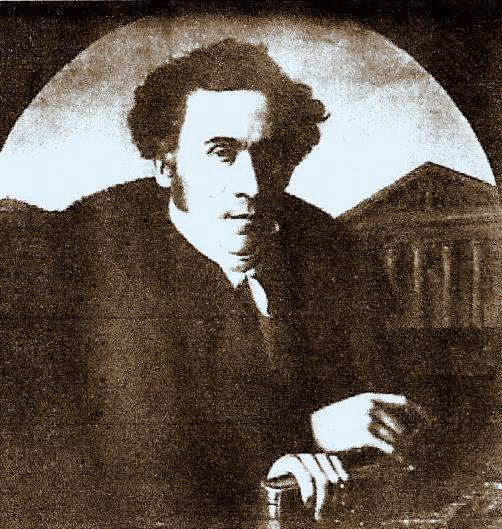
Johann Peter Cremer

Johann Peter Cremer (* 30. Oktober 1785 in Köln; † 1. August 1863 in Aachen) war ein deutscher Architekt und Baumeister des Klassizismus und später der Neugotik.

## Leben und Wirken
Cremer studierte unter anderem an der École polytechnique in Paris bei Jean-Nicolas-Louis Durand. Schon früh legte er sich auf die Formen des Klassizismus mit Elementen des Griechischen Stils fest. Cremer stand dabei in regem Gedankenaustausch mit Adolph von Vagedes in Düsseldorf, der ebenfalls ein Schüler Durands war.
Im Jahre 1817 wurde Cremer zum Landesbauinspektor der Bauverwaltung bei der Bezirksregierung Aachen ernannt und begann unverzüglich mit den Plänen für ein neues Stadttheater Aachen, nachdem er die Entwürfe des Berliner Schauspielhauses bei Karl Friedrich Schinkel und die Stadtbauten von Friedrich Weinbrenner in Karlsruhe eingehend studiert hatte. Fast zeitgleich erstellte Cremer nach Plänen Schinkels, der zu jener Zeit Geheimer Oberbaurat der Oberbaudeputation in Berlin war, auch die Entwürfe für den Aachener Elisenbrunnen. Es folgten weitere zahlreiche kleinere und größere Bauten hauptsächlich in Aachen und mehrheitlich ausgeführt und umgesetzt vom damaligen Aachener Baumeister Andreas Hansen sowie unterstützt von den jeweiligen Stadtbaumeistern und Architekten Adam Franz Friedrich Leydel und Friedrich Josef Ark.
Aber auch außerhalb Aachens wurden Cremers Dienste zunehmend geschätzt. So geht die Architektur des Elberfelder Rathauses (heute städtischen Museumsgebäudes) in Wuppertal, in dem heute das Von der Heydt-Museum beheimatet ist, auf seine Pläne zurück und es galt lange Zeit als das schönste klassizistische Bauwerk des Rheinlandes. Cremer war auch als Architekt für den Bau mehrerer Kirchen in den Vororten Aachens und der weiteren Umgebung tätig. Nach den Entwürfen für das neue Hauptzollamt Aachen und dessen Fertigstellung im Jahre 1849 änderte Cremer, mittlerweile zum Regierungsbaumeister befördert, seinen bisherigen klassizistischen Stil und entwarf beispielsweise die Kirchen in Breinig und Titz-Rödingen im neugotischen Stil und nach dem Vorbild der alten gotischen Dominikanerkirche Sankt Paul in Aachen.

## Familie
Neben Johann Peter Cremer und seinem Bruder Johann Baptist Cremer stammten aus dieser Familie noch weitere verdienstvolle Architekten und Baumeister:
- Robert Ferdinand Cremer (1826–1882), Sohn von Johann Peter Cremer und unter anderem Architekt des Königlich Rheinisch-Westphälischen Polytechnikums, der heutigen RWTH Aachen, gebaut im Neorenaissancestil
- Friedrich Albert Cremer (1824–1891), Sohn von Johann Peter Cremer und unter anderem Architekt des Chemischen Instituts der Friedrich-Wilhelm-Universität in Berlin sowie des Schuldgefängnisses.

## Bauwerke (Auswahl)
| Jahr      | Bild | Ort                 | Objekt                                                                                | Bundesland          | Kommentar                                                                                         |
| --------- | ---- | ------------------- | ------------------------------------------------------------------------------------- | ------------------- | ------------------------------------------------------------------------------------------------- |
| 1815      |      | Elberfeld           | Denkmal für die Befreiungskriege im Deweerth’schen Garten                             | Nordrhein-Westfalen | nicht erhalten                                                                                    |
| 1817–1820 |      | Elberfeld           | Fassadengestaltung des Gesellschaftshauses Museum                                     | Nordrhein-Westfalen | nicht erhalten                                                                                    |
| 1816–1820 |      | Elberfeld           | Privathäuser der Familien Siebel, de Werth, vom Rath und von der Heydt                | Nordrhein-Westfalen | nicht erhalten                                                                                    |
| 1817–1825 |      | Aachen              | Stadttheater Aachen                                                                   | Nordrhein-Westfalen | Zusammen mit Karl Friedrich Schinkel, um 1900 verändert und vergrößert.                           |
| 1820–1827 |      | Aachen              | Elisenbrunnen                                                                         | Nordrhein-Westfalen | Kooperation mit Karl Friedrich Schinkel                                                           |
| 1822      |      | Aachen              | Kongreßdenkmal                                                                        | Nordrhein-Westfalen | 1837 Überarbeitung mit Ergänzungen Schinkels                                                      |
| 1822      |      | Aachen              | ehemalige Dominikanerkirche St. Paul                                                  | Nordrhein-Westfalen | Neuaufbau der Klosterkirche des Dominikanerklosters Aachen (zusammen mit Karl Friedrich Schinkel) |
| 1818–1824 |      | Würselen Bardenberg | Katholische Pfarrkirche: St. Peter und Paul                                           | Nordrhein-Westfalen |                                                                                                   |
| 1826–1842 |      | Elberfeld           | Rathaus                                                                               | Nordrhein-Westfalen | späteres Von der Heydt-Museum                                                                     |
| 1827      |      | Aachen              | Regierungsgebäude am Theaterplatz                                                     | Nordrhein-Westfalen |                                                                                                   |
| 1829/30   |      | Aachen              | Deutsche Zollstation an der deutsch-niederländischen Grenze in Aachen-Vaalserquartier | Nordrhein-Westfalen | Gebäude wurde zugleich mit der neuen Straße Aachen-Maastricht fertiggestellt                      |
| 1834      |      | Unterbarmen         | Villa Dahl (im Volksmund Schloss Dahl)                                                | Nordrhein-Westfalen | für den Kaufmann Carl Feldhoff                                                                    |
| 1843      |      | Röhe                | Katholische Pfarrkirche: St. Antonius                                                 | Nordrhein-Westfalen |                                                                                                   |
| 1844–1845 |      | Holzheim            | Katholische Pfarrkirche: St. Lambertus                                                | Nordrhein-Westfalen |                                                                                                   |
| 1847      |      | Würselen Vorweiden  | Evangelische Kirche                                                                   | Nordrhein-Westfalen |                                                                                                   |
| 1846–1849 |      | Aachen              | Ehemaliges Hauptzollamt                                                               | Nordrhein-Westfalen |                                                                                                   |
| 1852–1855 |      | Breinig             | Katholische Pfarrkirche: St. Barbara                                                  | Nordrhein-Westfalen |                                                                                                   |
| 1856–1858 |      | Rödingen            | Katholische Pfarrkirche: St. Kornelius                                                | Nordrhein-Westfalen |                                                                                                   |
| 1858–1861 |      | Walheim             | Katholische Pfarrkirche: St. Anna                                                     | Nordrhein-Westfalen |                                                                                                   |